# Tecos de la Universidad Autónoma de Guadalajara
Tecos de la Universidad de Guadalajara is een voormalig Mexicaanse wielerploeg. De ploeg kwam uit in de continentale circuits van de UCI.
De ploeg werd al opgericht in 1955 als studententeam verbonden aan de Autonome Universiteit van Guadalajara. Het was de beste wielerploeg van Mexico van 2006 tot 2009 en er rijden enkele sterke renners, veelal Mexicanen.

## Ploegen per jaar
- Ploeg 2006
- Ploeg 2007